# All People’s Party (Nigeria)
Die All People’s Party (APP, Partei aller Völker) war von 1998 bis 1999 eine konservative politische Partei in Nigeria.

## Gründung
Die Partei wurde 1998 unter der Übergangsregierung Abdulsalami Abubakars gegründet, der Nigeria nach dem Tod des Militärdiktators Sani Abacha wieder einer Zivilregierung überführen sollte. Sie entstand aus verschiedenen Vereinigungen, die in der Militärdiktatur Unterstützung erhalten hatten. Am meisten Rückhalt hatte die APP in Zentralnigeria und Teilen Nordnigerias.

## Wahlen
In den Gouverneurswahlen im Januar 1999 stellte sich die People’s Democratic Party (PDP) als erfolgreichste Partei heraus. Im Anschluss daran bildeten die APP und die Alliance for Democracy (AD) ein Bündnis und einigten sich auf den Präsidentschaftskandidaten Samuel Oluyemi Falae von der AD, während Umaru Shinkafi von der APP Vizekandidat wurde. Bei den Wahlen vom 20. Februar 1999 errang die APP 74 von 360 Repräsentantenhaus- und 29 von 109 Senatssitzen und profilierte sich damit als zweitstärkste politische Kraft. 

## Auflösung
Falae unterlag in den Präsidentschaftswahlen jedoch gegen Olusegun Obasanjo von der PDP.
Nach der Wahlniederlage spaltete sich die APP in mehrere Fraktionen und nahm deshalb an den Wahlen in Nigeria 2003 als All Nigeria People’s Party teil.